# Geokichla tanganjicae
El zorzal kivu (Geokichla tanganjicae) es una especie de ave paseriforme de la familia Turdidae endémica de África central. Su taxonomía está en disputa y algunos lo consideran una subespecie del zorzal abisinio (Geokichla piaggiae).

## Distribución y hábitat
El zorzal kivu vive únicamente en África central, distribuido por la República Democrática del Congo, Burundi, Ruanda y Uganda. Su hábitat natural son las selvas tropicales húmedas de montaña. Está amenazado por la pérdida de hábitat.